# Esporangio

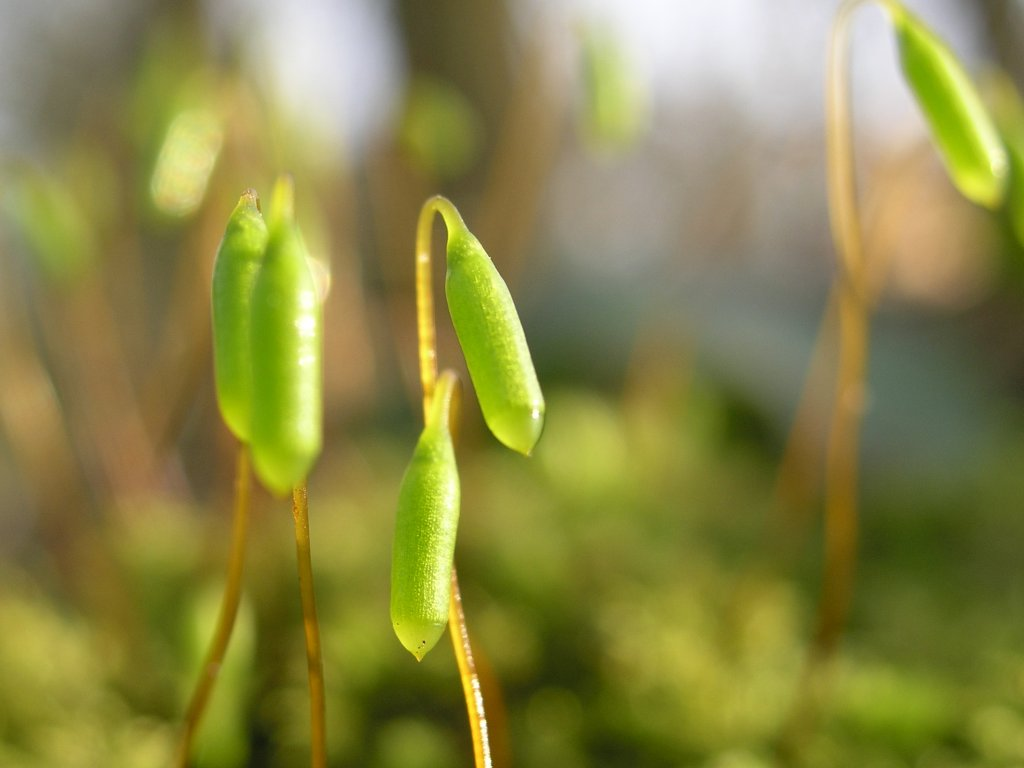
Esporangio de una briófita o musgo.

Para las estructuras reproductoras de los hongos, véase Esporocarpo y para las de bacterias y protistas, Cuerpo fructífero
El esporangio es la estructura de las plantas, hongos o algas que produce y contiene las esporas. Se encuentran esporangios en las angiospermas, gimnospermas, helechos y sus parientes, en las briófitas, algas y hongos.
En relación con el ciclo de vida de las plantas, en aquellas plantas cuya generación diplonte es multicelular (poseen "esporófito"), se llama esporangio a la estructura nacida en el esporófito que se especializa en llevar a cabo la meiosis que dará las esporas haploides (n).
Cuando alcanzan la madurez, los esporófitos producen esporangios en el tallo o más comúnmente en las hojas fértiles, que son los esporofilos. En ellos, los esporangios pueden situarse en la cara adaxial (haz), en el margen, o en la cara abaxial (envés). En los licófitos se forma un solo esporangio en cada esporofilo mientras que en los helechos se forman muchos, casi siempre reunidos en grupos definidos (soros). Las psilotópsida tienen los esporangios soldados en sinangios y las equisetópsida los presentan en la cara inferior de unos apéndices peltados, los esporangióforos, que se disponen formando estróbilos en el extremo de los tallos.
Atendiendo a su origen y modo de desarrollo se distinguen dos tipos básicos de esporangios: los eusporangios, que en la madurez tienen una pared formada al menos por dos capas de células y contienen un número elevado de esporas (entre 500 y un millón), y los leptosporangios, que en la madurez tienen una pared con una sola capa de células y contienen generalmente 64 esporas.
Cuando los esporangios están maduros, lo más general es que se abran para dispersar las esporas gracias a la existencia de algún mecanismo de dehiscencia en la pared esporangial. En las isoetales y en los helechos acuáticos no existe ningún sistema de apertura, y las esporas se liberan cuando se descompone la pared de los esporangios.